# Els combregants
Els combregants (títol original en suec Nattvardsgästerna) és una pel·lícula sueca escrita i dirigida per Ingmar Bergman, estrenada el 1963. Ha estat doblada al català.

## Argument
La història conta algunes hores en la vida d'un pastor d'una petita comunitat sueca, incapaç d'acostar-se a aquesta mentre ha perdut la fe.

## Repartiment
- Ingrid Thulin: Märta Lundberg
- Gunnar Björnstrand: el pastor Thomas Ericsson
- Max von Sydow: Jonas Persson
- Gunnel Lindblom: Karin Persson
- Allan Edwall: Algot Frövik, Sexton